# Рождественка (Купинський район)
Рождественка (рос. Рождественка) — село у Купинському районі Новосибірської області Російської Федерації.
Входить до складу муніципального утворення Рождественська сільрада. Населення становить 665 осіб (2017).

## Історія
Згідно із законом від 2 червня 2004 року органом місцевого самоврядування є Рождественська сільрада.

## Населення
| 2002 | 2007 | 2010 | 2012 | 2013 | 2014 | 2015 |
| ---- | ---- | ---- | ---- | ---- | ---- | ---- |
| 856  | ↗879 | ↘721 | ↘689 | ↗701 | ↘691 | ↘677 |
| 2016 | 2017 |      |      |      |      |      |
| ↘667 | ↘665 |      |      |      |      |      |